# Egby socken
Egby socken på Öland ingick i Runstens härad, uppgick 1969 i Borgholms stad och området ingår sedan 1971 i Borgholms kommun och motsvarar från 2016 Egby distrikt i Kalmar län.
Socknens areal är 11,95 kvadratkilometer, varav land 11,94. År 2000 fanns här 121 invånare. Kyrkbyn Egby med sockenkyrkan Egby kyrka ligger i socknen. 

## Administrativ historik
Egby medeltida stenkyrka är förmodligen uppförd under 1100-talets början. I skriftliga källor omtalas socknen första gången i ett odaterat brev från omkring 1320 och ett daterat från 1346. Socknen tillhörde tidigare Slättbo härad men överfördes på 1690-talet till Runstens härad.
Vid kommunreformen 1862 övergick socknens ansvar för de kyrkliga frågorna till Egby församling och för de borgerliga frågorna till Egby landskommun. Denna senare uppgick 1952 i Köpingsviks landskommun och uppgick 1969 i Borgholms stad, från 1971 Borgholms kommun. Församlingen uppgick 2006 i Köpingsviks församling.
1 januari 2016 inrättades distriktet Egby, med samma omfattning som församlingen hade 1999/2000.
Socknen har tillhört samma fögderier och domsagor som Runstens härad. De indelta båtsmännen tillhörde 1:a Ölands båtsmankompani.

## Geografi
Egby socken ligger på östra Öland. Socknen består av skoglös, bördig slättbygd. I socknen återfinns byarna Egby, Sandby, Ytterby och Laxeby. Längs kusten finns skyddsklassad våtmark. 

## Fornminnen
Fornlämningar är mest kända i form av några järnåldersgravfält.

## Namnet
Namnet (1283 Ekby), taget från kyrkorten, består av förledet ek och efterledet by. Namnet övergick från slutet av medeltiden till nuvarande men fram till 1940 benämndes socknen även Ekby socken.

## Befolkningsutveckling
| Befolkningsutvecklingen i Egby socken 1750–1990                                                         | Befolkningsutvecklingen i Egby socken 1750–1990 | Befolkningsutvecklingen i Egby socken 1750–1990 | Befolkningsutvecklingen i Egby socken 1750–1990 | Befolkningsutvecklingen i Egby socken 1750–1990 |
| --- | ----------------------------------------------- | ----------------------------------------------- | ----------------------------------------------- | ----------------------------------------------- |
| |                                                 |                                                 |                                                 |                                                 |
| År |                                                 |                                                 | Folkmängd                                       |                                                 |
| 1750 | 1750                                            |                                                 | 218                                             |                                                 |
| 1760 | 1760                                            |                                                 | 257                                             |                                                 |
| 1769 | 1769                                            |                                                 | 260                                             |                                                 |
| 1810 | 1810                                            |                                                 | 264                                             |                                                 |
| 1820 | 1820                                            |                                                 | 269                                             |                                                 |
| 1830 | 1830                                            |                                                 | 273                                             |                                                 |
| 1840 | 1840                                            |                                                 | 295                                             |                                                 |
| 1850 | 1850                                            |                                                 | 333                                             |                                                 |
| 1860 | 1860                                            |                                                 | 375                                             |                                                 |
| 1870 | 1870                                            |                                                 | 440                                             |                                                 |
| 1880 | 1880                                            |                                                 | 382                                             |                                                 |
| 1890 | 1890                                            |                                                 | 324                                             |                                                 |
| 1900 | 1900                                            |                                                 | 290                                             |                                                 |
| 1910 | 1910                                            |                                                 | 243                                             |                                                 |
| 1920 | 1920                                            |                                                 | 214                                             |                                                 |
| 1930 | 1930                                            |                                                 | 189                                             |                                                 |
| 1940 | 1940                                            |                                                 | 181                                             |                                                 |
| 1950 | 1950                                            |                                                 | 167                                             |                                                 |
| 1960 | 1960                                            |                                                 | 139                                             |                                                 |
| 1970 | 1970                                            |                                                 | 124                                             |                                                 |
| 1980 | 1980                                            |                                                 | 129                                             |                                                 |
| 1990 | 1990                                            |                                                 | 121                                             |                                                 |
| Anm: Källor: Umeå universitet - Tabellverket 1749-1859, Demografiska databasen, CEDAR, Umeå universitet |                                                 |                                                 |                                                 |                                                 |

### Fotnoter
1. 1 2 3  Svensk Uppslagsbok andra upplagan 1947–1955: Egby socken
2. 1 2  Harlén, Hans; Harlén Eivy (2003). Sverige från A till Ö: geografisk-historisk uppslagsbok. Stockholm: Kommentus. Libris 9337075. ISBN 91-7345-139-8
3. ↑  Det medeltida Sverige 4:3 Öland
4. ↑  ”Församlingar”. Statistiska centralbyrån. https://www.scb.se/hitta-statistik/regional-statistik-och-kartor/regionala-indelningar/forsamlingar/. Läst 30 december 2022.
5. ↑  Administrativ historik för Egby socken (Klicka på församlingsposten). Källa: Nationella arkivdatabasen, Riksarkivet.
6. 1 2  Sjögren, Otto (1931). Sverige geografisk beskrivning del 2 Östergötlands, Jönköpings, Kronobergs, Kalmar och Gotlands län. Stockholm: Wahlström & Widstrand. Libris 9939
7. 1 2 3  Nationalencyklopedin
8. ↑  Fornlämningar, Statens historiska museum: Egby socken
9. ↑  Fornminnesregistret, Riksantikvarieämbetet: Egby socken Fornminnen i socknen erhålls på kartan genom att skriva in sockennamn (utan "socken") i "Ange geografiskt område"